# Дубница (община Враня)
Вижте пояснителната страница за други населени места с името Дубница.
Дубница (на сръбски: Дубница или Dubnica) е село в Югоизточна Сърбия, Пчински окръг, Град Враня, община Враня.

## География
Селото е разположено във Вранската котловина, близо до подножието на планината Карпина и край двата бряга на Дубнишката река. По своя план е купно село. Отстои на 5,4 км западно от окръжния и общински център Враня, на 3,6 км източно от село Миливойце, на 3,6 км североизточно от село Катун и на 2,7 км западно от село Стропско.

## История
Дубница е едно от старите селища във Вранско. Първоначално се намира в местността Селище край Староселския поток но по-късно жителите му се местят на днешното място.
Към 1903 г. селото се дели на тринадесет махали – Джокинска, Шорейска, Дромсанска, Олячинска, Лисичарска, Митровска, Йовинска, Коларска, Живковска, Кърпейска, Вечанска, Овчарска (Ус махала) и Глобинска и има 100 къщи.
По време на Първата световна война селото е във военновременните граници на Царство България, като административно е част от Вранска околия на Врански окръг и е център на Дубнишката община.
По време на българското управление в Поморавието в годините на Втората световна война, Николай Н. Щирков от Горна Оряховица е български кмет на Дубница от 22 август 1941 година до 30 октомври 1942 година. След това кмет е Атанас Т. Радев от Пловдив (30 октомври 1942 - 4 април 1944).

## Население
Според преброяването на населението от 2011 г. селото има 767 жители.

### Етнически състав
Данните за етническия състав на населението са от преброяването през 2002 г.
- сърби – 812 жители (99,14%)
- цигани – 4 жители (0,48%)
- неизяснени – 1 жител (0,12%)
- неясно – 2 жители (0,24%)